# Conistra innotata
Conistra innotata là một loài bướm đêm trong họ Noctuidae.